# Wereldbeker langlaufen 2013/2014
De wereldbeker langlaufen 2013/2014 (officieel: FIS Cross-Country World Cup presented by Viessmann) ging van start op 29 november 2013 in het Finse Kuusamo en eindigde op 16 maart 2014 in het Zweedse Falun. De wereldbeker werd georganiseerd door de Fédération Internationale de Ski. Het was de 33e editie van de wereldbeker voor zowel mannen als vrouwen.
De hoogtepunten van het seizoen waren de Tour de Ski en de Olympische Winterspelen 2014, de resultaten van dit laatste evenement telden echter niet mee voor de wereldbeker.
De langlaufer die aan het einde van het seizoen de meeste punten had verzameld, won de algemene wereldbeker. De Noor Martin Johnsrud Sundby en Noorse Therese Johaug wonnen dit seizoen de algemene wereldbeker.

## Mannen

### Kalender
| Datum                                                                                                  | Plaats                            | Onderdeel                          | Eerste                                                                              | Tweede                                                                 | Derde                                                                        |
| --- | --------------------------------- | ---------------------------------- | ----------------------------------------------------------------------------------- | ---------------------------------------------------------------------- | ---------------------------------------------------------------------------- |
| Nordic Opening                                                                                         |                                   |                                    |                                                                                     |                                                                        |                                                                              |
| 29/11/2013                                                                                             | Kuusamo                           | Sprint (klassieke stijl)           | Eirik Brandsdal                                                                     | Anton Gafarov                                                          | Teodor Peterson                                                              |
| 30/11/2013                                                                                             | Kuusamo                           | 10 km klassieke stijl              | Lukáš Bauer                                                                         | Eldar Rønning                                                          | Dmitri Japarov                                                               |
| 01/12/2013                                                                                             | Kuusamo                           | 15 km vrije stijl (handicapstart)  | Noah Hoffmann                                                                       | Maurice Manificat                                                      | Marcus Hellner                                                               |
| Eindklassement Nordic Opening:                                                                         | Eindklassement Nordic Opening:    | Eindklassement Nordic Opening:     | Martin Johnsrud Sundby                                                              | Maksim Vylegsjanin                                                     | Aleksandr Legkov                                                             |
| 07/12/2013                                                                                             | Lillehammer                       | 15 km klassieke stijl              | Pål Golberg                                                                         | Aleksej Poltoranin                                                     | Didrik Tønseth                                                               |
| 08/12/2013                                                                                             | Lillehammer                       | 4 x 7,5 km estafette               | Rusland I Dmitri Japarov Aleksandr Bessmertnych Aleksandr Legkov Maksim Vylegsjanin | Noorwegen II Eldar Rønning Chris Jespersen Sjur Røthe Finn Hågen Krogh | Noorwegen I Pål Golberg Didrik Tønseth Martin Johnsrud Sundby Petter Northug |
| 14/12/2013                                                                                             | Davos                             | 30 km vrije stijl (intervalstart)  | Maurice Manificat                                                                   | Chris Jespersen                                                        | Martin Johnsrud Sundby                                                       |
| 15/12/2013                                                                                             | Davos                             | Sprint (vrije stijl)               | Anders Gløersen                                                                     | Martti Jylhä                                                           | Sergej Oestjoegov                                                            |
| 21/12/2013                                                                                             | Asiago                            | Sprint (klassieke stijl)           | Nikita Krjoekov                                                                     | Aleksej Poltoranin                                                     | Gianluca Cologna                                                             |
| 22/12/2013                                                                                             | Asiago                            | Teamsprint (klassieke stijl)       | Noorwegen I Eldar Rønning Ola Vigen Hattestad                                       | Kazachstan I Nikolaj Tsjebotko Aleksej Poltoranin                      | Noorwegen II Øystein Pettersen Eirik Brandsdal                               |
| Tour de Ski 2013/2014                                                                                  |                                   |                                    |                                                                                     |                                                                        |                                                                              |
| 28/12/2013                                                                                             | Oberhof                           | 4,5 km vrije stijl                 | Alex Harvey                                                                         | Devon Kershaw                                                          | Chris Jespersen                                                              |
| 29/12/2013                                                                                             | Oberhof                           | Sprint (vrije stijl)               | Calle Halfvarsson                                                                   | Federico Pellegrino                                                    | Martin Johnsrud Sundby                                                       |
| 31/12/2013                                                                                             | Lenzerheide                       | Sprint (vrije stijl)               | Simeon Hamilton                                                                     | Alex Harvey                                                            | Martin Johnsrud Sundby                                                       |
| 01/01/2014                                                                                             | Lenzerheide                       | 15 km klassieke stijl (massastart) | Aleksej Poltoranin                                                                  | Hannes Dotzler                                                         | Stanislav Volzjentsev                                                        |
| 03/01/2014                                                                                             | Cortina-Toblach                   | 35 km vrije stijl (handicapstart)  | Martin Johnsrud Sundby                                                              | Petter Northug                                                         | Alex Harvey                                                                  |
| 04/01/2014                                                                                             | Val di Fiemme                     | 10 km klassieke stijl              | Petter Northug                                                                      | Martin Johnsrud Sundby                                                 | Chris Jespersen                                                              |
| 05/01/2014                                                                                             | Val di Fiemme                     | 10 km achtervolging (vrije stijl)  | Johannes Dürr                                                                       | Chris Jespersen                                                        | Sjur Røthe                                                                   |
| Eindklassement Tour de Ski:                                                                            | Eindklassement Tour de Ski:       | Eindklassement Tour de Ski:        | Martin Johnsrud Sundby                                                              | Chris Jespersen                                                        | Johannes Dürr                                                                |
| 11/01/2014                                                                                             | Nové Město                        | Sprint (vrije stijl)               | Sergej Oestjoegov                                                                   | Federico Pellegrino                                                    | Aleksej Petoechov                                                            |
| 12/01/2014                                                                                             | Nové Město                        | Teamsprint (klassieke stijl)       | Rusland I Maksim Vylegsjanin Nikita Krjoekov                                        | Noorwegen I Eldar Rønning Eirik Brandsdal                              | Noorwegen II Pål Golberg Ola Vigen Hattestad                                 |
| 18/01/2014                                                                                             | Szklarska Poręba                  | Sprint (vrije stijl)               | Alex Harvey                                                                         | Josef Wenzl                                                            | Baptiste Gros                                                                |
| 19/01/2014                                                                                             | Szklarska Poręba                  | 15 km klassieke stijl (massastart) | Maksim Vylegsjanin                                                                  | Jevgeni Belov                                                          | Aleksej Poltoranin                                                           |
| 01/02/2014                                                                                             | Toblach                           | 15 km klassieke stijl              | Alexander Legkov                                                                    | Dario Cologna                                                          | Marcus Hellner                                                               |
| 02/02/2014                                                                                             | Toblach                           | Sprint (vrije stijl)               | Ola Vigen Hattestad                                                                 | Eirik Brandsdal                                                        | Josef Wenzl                                                                  |
| 7 tot en met 23 februari 2014: Olympische Winterspelen 2014 in Sotsji (telt niet mee voor wereldbeker) |                                   |                                    |                                                                                     |                                                                        |                                                                              |
| 01/03/2014                                                                                             | Lahti                             | Sprint (vrije stijl)               | Pål Golberg                                                                         | Aleksej Petoechov                                                      | Eirik Brandsdal                                                              |
| 02/03/2014                                                                                             | Lahti                             | 15 km vrije stijl                  | Martin Johnsrud Sundby                                                              | Daniel Richardsson                                                     | Aleksandr Legkov                                                             |
| 05/03/2014                                                                                             | Drammen                           | Sprint (klassieke stijl)           | Ola Vigen Hattestad                                                                 | Pål Golberg                                                            | Maicol Rastelli                                                              |
| 08/03/2014                                                                                             | Oslo                              | 50 km vrije stijl (massastart)     | Daniel Richardsson                                                                  | Martin Johnsrud Sundby                                                 | Aleksandr Legkov                                                             |
| Wereldbekerfinale                                                                                      |                                   |                                    |                                                                                     |                                                                        |                                                                              |
| 14/03/2014                                                                                             | Falun                             | Sprint (klassieke stijl)           | Teodor Peterson                                                                     | Emil Jönsson                                                           | Calle Halfvarsson                                                            |
| 15/03/2014                                                                                             | Falun                             | 30 km skiatlon                     | Alex Harvey                                                                         | Martin Johnsrud Sundby                                                 | Aleksandr Legkov                                                             |
| 16/03/2014                                                                                             | Falun                             | 15 km vrije stijl (handicapstart)  | Martin Johnsrud Sundby                                                              | Alex Harvey                                                            | Aleksandr Legkov                                                             |
| Eindklassement wereldbekerfinale:                                                                      | Eindklassement wereldbekerfinale: | Eindklassement wereldbekerfinale:  | Martin Johnsrud Sundby                                                              | Alex Harvey                                                            | Aleksandr Legkov                                                             |

### Eindstanden
| Algemene wereldbeker | Algemene wereldbeker   | Algemene wereldbeker | Algemene wereldbeker |
| #                    | Naam                   | Land                 | Punten               |
| -------------------- | ---------------------- | -------------------- | -------------------- |
| 1                    | Martin Johnsrud Sundby | NOR                  | 1.534                |
| 2                    | Aleksandr Legkov       | RUS                  | 980                  |
| 3                    | Alex Harvey            | CAN                  | 766                  |
| 4                    | Chris Jespersen        | NOR                  | 739                  |
| 5                    | Calle Halfvarsson      | SWE                  | 615                  |
| 6                    | Daniel Richardsson     | SWE                  | 543                  |
| 7                    | Petter Northug         | NOR                  | 539                  |
| 8                    | Sjur Røthe             | NOR                  | 535                  |
| 9                    | Pål Golberg            | NOR                  | 510                  |
| 10                   | Maksim Vylegsjanin     | RUS                  | 486                  |

| Afstandswereldbeker | Afstandswereldbeker    | Afstandswereldbeker | Afstandswereldbeker |
| #                   | Naam                   | Land                | Punten              |
| ------------------- | ---------------------- | ------------------- | ------------------- |
| 1                   | Martin Johnsrud Sundby | NOR                 | 648                 |
| 2                   | Aleksandr Legkov       | RUS                 | 546                 |
| 3                   | Daniel Richardsson     | SWE                 | 389                 |
| 4                   | Chris Jespersen        | NOR                 | 354                 |
| 5                   | Alex Harvey            | CAN                 | 342                 |
| 6                   | Aleksej Poltoranin     | KAZ                 | 267                 |
| 7                   | Sjur Røthe             | NOR                 | 259                 |
| 8                   | Maksim Vylegsjanin     | RUS                 | 229                 |
| 9                   | Petter Northug         | NOR                 | 205                 |
| 10                  | Lukáš Bauer            | CZE                 | 204                 |

| Sprintwereldbeker | Sprintwereldbeker   | Sprintwereldbeker | Sprintwereldbeker |
| #                 | Naam                | Land              | Punten            |
| ----------------- | ------------------- | ----------------- | ----------------- |
| 1                 | Ola Vigen Hattestad | NOR               | 363               |
| 2                 | Eirik Brandsdal     | NOR               | 355               |
| 3                 | Josef Wenzl         | GER               | 306               |
| 4                 | Teodor Peterson     | SWE               | 297               |
| 5                 | Nikita Krjoekov     | RUS               | 277               |
| 6                 | Sergej Oestjoegov   | RUS               | 274               |
| 7                 | Federico Pellegrino | ITA               | 272               |
| 8                 | Alex Harvey         | CAN               | 264               |
| 9                 | Pål Golberg         | NOR               | 263               |
| 10                | Aleksej Petoechov   | RUS               | 244               |

## Vrouwen

### Kalender
| Datum                                                                                                  | Plaats                            | Onderdeel                          | Eerste                                                                     | Tweede                                                                       | Derde                                                                              |
| --- | --------------------------------- | ---------------------------------- | -------------------------------------------------------------------------- | ---------------------------------------------------------------------------- | ---------------------------------------------------------------------------------- |
| Nordic Opening                                                                                         |                                   |                                    |                                                                            |                                                                              |                                                                                    |
| 29/11/2013                                                                                             | Kuusamo                           | Sprint (klassieke stijl)           | Justyna Kowalczyk                                                          | Kikkan Randall                                                               | Denise Herrmann                                                                    |
| 30/11/2013                                                                                             | Kuusamo                           | 5 km klassieke stijl               | Justyna Kowalczyk                                                          | Marit Bjørgen                                                                | Therese Johaug                                                                     |
| 01/12/2013                                                                                             | Kuusamo                           | 10 km vrije stijl (handicapstart)  | Charlotte Kalla                                                            | Therese Johaug                                                               | Marit Bjørgen                                                                      |
| Eindklassement Nordic Opening:                                                                         | Eindklassement Nordic Opening:    | Eindklassement Nordic Opening:     | Marit Bjørgen                                                              | Charlotte Kalla                                                              | Therese Johaug                                                                     |
| 07/12/2013                                                                                             | Lillehammer                       | 10 km klassieke stijl              | Justyna Kowalczyk                                                          | Charlotte Kalla                                                              | Marit Bjørgen                                                                      |
| 08/12/2013                                                                                             | Lillehammer                       | 4 x 5 km estafette                 | Noorwegen I Heidi Weng Therese Johaug Kristin Størmer Steira Marit Bjørgen | Finland Aino-Kaisa Saarinen Anne Kyllönen Kerttu Niskanen Krista Lähteenmäki | Verenigde Staten I Kikkan Randall Sadie Bjornsen Elizabeth Stephen Jessica Diggins |
| 14/12/2013                                                                                             | Davos                             | 15 km vrije stijl                  | Marit Bjørgen                                                              | Therese Johaug                                                               | Charlotte Kalla                                                                    |
| 15/12/2013                                                                                             | Davos                             | Sprint (vrije stijl)               | Marit Bjørgen                                                              | Kikkan Randall                                                               | Denise Herrmann                                                                    |
| 21/12/2013                                                                                             | Asiago                            | Sprint (klassieke stijl)           | Justyna Kowalczyk                                                          | Anne Kyllönen                                                                | Maiken Caspersen Falla                                                             |
| 22/12/2013                                                                                             | Asiago                            | Teamsprint (klassieke stijl)       | Finland Aino-Kaisa Saarinen Anne Kyllönen                                  | Noorwegen I Ingvild Flugstad Østberg Maiken Caspersen Falla                  | Duitsland I Katrin Zeller Denise Herrmann                                          |
| Tour de Ski 2013/2014                                                                                  |                                   |                                    |                                                                            |                                                                              |                                                                                    |
| 28/12/2013                                                                                             | Oberhof                           | 3 km vrije stijl                   | Marit Bjørgen                                                              | Astrid Jacobsen                                                              | Sylwia Jaśkowiec                                                                   |
| 29/12/2013                                                                                             | Oberhof                           | Sprint (vrije stijl)               | Hanna Erikson                                                              | Denise Herrmann                                                              | Ingvild Flugstad Østberg                                                           |
| 31/12/2013                                                                                             | Lenzerheide                       | Sprint (vrije stijl)               | Ingvild Flugstad Østberg                                                   | Astrid Jacobsen                                                              | Denise Herrmann                                                                    |
| 01/01/2014                                                                                             | Lenzerheide                       | 10 km klassieke stijl (massastart) | Kerttu Niskanen                                                            | Astrid Jacobsen                                                              | Therese Johaug                                                                     |
| 03/01/2014                                                                                             | Cortina-Toblach                   | 15 km vrije stijl (handicapstart)  | Astrid Jacobsen                                                            | Therese Johaug                                                               | Anne Kyllönen                                                                      |
| 04/01/2014                                                                                             | Val di Fiemme                     | 5 km klassieke stijl               | Therese Johaug                                                             | Astrid Jacobsen                                                              | Anne Kyllönen                                                                      |
| 05/01/2014                                                                                             | Val di Fiemme                     | 9 km achtervolging (vrije stijl)   | Therese Johaug                                                             | Astrid Jacobsen                                                              | Elizabeth Stephen                                                                  |
| Eindklassement Tour de Ski:                                                                            | Eindklassement Tour de Ski:       | Eindklassement Tour de Ski:        | Therese Johaug                                                             | Astrid Jacobsen                                                              | Heidi Weng                                                                         |
| 11/01/2014                                                                                             | Nové Město                        | Sprint (vrije stijl)               | Kikkan Randall                                                             | Laurien van der Graaff                                                       | Ingvild Flugstad Østberg                                                           |
| 12/01/2014                                                                                             | Nové Město                        | Teamsprint (klassieke stijl)       | Noorwegen I Maiken Caspersen Falla Ingvild Flugstad Østberg                | Finland I Mona-Liisa Malvalehto Aino-Kaisa Saarinen                          | Rusland II Jevgenia Sjapovalova Joelia Ivanova                                     |
| 18/01/2014                                                                                             | Szklarska Poręba                  | Sprint (vrije stijl)               | Kikkan Randall                                                             | Denise Herrmann                                                              | Vesna Fabjan                                                                       |
| 19/01/2014                                                                                             | Szklarska Poręba                  | 10 km klassieke stijl (massastart) | Justyna Kowalczyk                                                          | Joelia Tsjekaleva                                                            | Joelia Ivanova                                                                     |
| 01/02/2014                                                                                             | Toblach                           | 10 km klassieke stijl              | Marit Bjørgen                                                              | Therese Johaug                                                               | Charlotte Kalla                                                                    |
| 02/02/2014                                                                                             | Toblach                           | Sprint (vrije stijl)               | Marit Bjørgen                                                              | Denise Herrmann                                                              | Ingvild Flugstad Østberg                                                           |
| 7 tot en met 23 februari 2014: Olympische Winterspelen 2014 in Sotsji (telt niet mee voor wereldbeker) |                                   |                                    |                                                                            |                                                                              |                                                                                    |
| 01/03/2014                                                                                             | Lahti                             | Sprint (vrije stijl)               | Kikkan Randall                                                             | Katja Visnar                                                                 | Sophie Caldwell                                                                    |
| 02/03/2014                                                                                             | Lahti                             | 10 km vrije stijl                  | Marit Bjørgen                                                              | Charlotte Kalla                                                              | Therese Johaug                                                                     |
| 05/03/2014                                                                                             | Drammen                           | Sprint (klassieke stijl)           | Maiken Caspersen Falla                                                     | Marit Bjørgen                                                                | Stina Nilsson                                                                      |
| 09/03/2014                                                                                             | Oslo                              | 30 km vrije stijl (massastart)     | Marit Bjørgen                                                              | Therese Johaug                                                               | Kerttu Niskanen                                                                    |
| Wereldbekerfinale                                                                                      |                                   |                                    |                                                                            |                                                                              |                                                                                    |
| 14/03/2014                                                                                             | Falun                             | Sprint (klassieke stijl)           | Marit Bjørgen                                                              | Ingvild Flugstad Østberg                                                     | Stina Nilsson                                                                      |
| 15/03/2014                                                                                             | Falun                             | 15 km skiatlon                     | Therese Johaug                                                             | Marit Bjørgen                                                                | Kerttu Niskanen                                                                    |
| 16/03/2014                                                                                             | Falun                             | 10 km vrije stijl (handicapstart)  | Therese Johaug                                                             | Marit Bjørgen                                                                | Heidi Weng                                                                         |
| Eindklassement wereldbekerfinale:                                                                      | Eindklassement wereldbekerfinale: | Eindklassement wereldbekerfinale:  | Therese Johaug                                                             | Marit Bjørgen                                                                | Heidi Weng                                                                         |

### Eindstanden
| Algemene wereldbeker | Algemene wereldbeker     | Algemene wereldbeker | Algemene wereldbeker |
| #                    | Naam                     | Land                 | Punten               |
| -------------------- | ------------------------ | -------------------- | -------------------- |
| 1                    | Therese Johaug           | NOR                  | 1.545                |
| 2                    | Marit Bjørgen            | NOR                  | 1.498                |
| 3                    | Astrid Jacobsen          | NOR                  | 974                  |
| 4                    | Heidi Weng               | NOR                  | 951                  |
| 5                    | Kerttu Niskanen          | FIN                  | 883                  |
| 6                    | Kikkan Randall           | USA                  | 841                  |
| 7                    | Charlotte Kalla          | SWE                  | 783                  |
| 8                    | Krista Lähteenmäki       | FIN                  | 726                  |
| 9                    | Denise Herrmann          | GER                  | 704                  |
| 10                   | Ingvild Flugstad Østberg | NOR                  | 684                  |

| Afstandswereldbeker | Afstandswereldbeker | Afstandswereldbeker | Afstandswereldbeker |
| #                   | Naam                | Land                | Punten              |
| ------------------- | ------------------- | ------------------- | ------------------- |
| 1                   | Therese Johaug      | NOR                 | 750                 |
| 2                   | Marit Bjørgen       | NOR                 | 705                 |
| 3                   | Kerttu Niskanen     | FIN                 | 502                 |
| 4                   | Charlotte Kalla     | SWE                 | 473                 |
| 5                   | Heidi Weng          | NOR                 | 448                 |
| 6                   | Astrid Jacobsen     | NOR                 | 443                 |
| 7                   | Justyna Kowalczyk   | POL                 | 348                 |
| 8                   | Aino-Kaisa Saarinen | FIN                 | 331                 |
| 9                   | Krista Lähteenmäki  | FIN                 | 300                 |
| 10                  | Joelia Tsjekaleva   | RUS                 | 298                 |

| Sprintwereldbeker | Sprintwereldbeker        | Sprintwereldbeker | Sprintwereldbeker |
| #                 | Naam                     | Land              | Punten            |
| ----------------- | ------------------------ | ----------------- | ----------------- |
| 1                 | Kikkan Randall           | USA               | 558               |
| 2                 | Denise Herrmann          | GER               | 496               |
| 3                 | Marit Bjørgen            | NOR               | 433               |
| 4                 | Ingvild Flugstad Østberg | NOR               | 426               |
| 5                 | Maiken Caspersen Falla   | NOR               | 320               |
| 6                 | Katja Visnar             | SLO               | 280               |
| 7                 | Laurien van der Graaff   | SUI               | 275               |
| 8                 | Sophie Caldwell          | USA               | 237               |
| 9                 | Gaia Vuerich             | ITA               | 234               |
| 10                | Anne Kyllönen            | FIN               | 197               |

## Landenklassementen
| Algemeen | Algemeen         | Algemeen | Algemeen |
| #        | Land             | Punten   |          |
| -------- | ---------------- | -------- | -------- |
| 1        | Noorwegen        | 14.435   |          |
| 2        | Rusland          | 6.310    |          |
| 3        | Zweden           | 5.532    |          |
| 4        | Finland          | 5.057    |          |
| 5        | Duitsland        | 3.623    |          |
| 6        | Verenigde Staten | 3.092    |          |
| 7        | Frankrijk        | 2.015    |          |
| 8        | Tsjechië         | 1.450    |          |
| 9        | Italië           | 1.393    |          |
| 10       | Canada           | 1.364    |          |

| Mannen | Mannen      | Mannen | Mannen |
| #      | Land        | Punten |        |
| ------ | ----------- | ------ | ------ |
| 1      | Noorwegen   | 6.916  |        |
| 2      | Rusland     | 4.682  |        |
| 3      | Zweden      | 2.790  |        |
| 4      | Duitsland   | 1.554  |        |
| 5      | Finland     | 1.495  |        |
| 6      | Frankrijk   | 1.356  |        |
| 7      | Canada      | 1.236  |        |
| 8      | Tsjechië    | 877    |        |
| 9      | Italië      | 843    |        |
| 10     | Zwitserland | 738    |        |

| Vrouwen | Vrouwen          | Vrouwen | Vrouwen |
| #       | Land             | Punten  |         |
| ------- | ---------------- | ------- | ------- |
| 1       | Noorwegen        | 7.519   |         |
| 2       | Finland          | 3.562   |         |
| 3       | Zweden           | 2.742   |         |
| 4       | Verenigde Staten | 2.421   |         |
| 5       | Duitsland        | 2.069   |         |
| 6       | Rusland          | 1.628   |         |
| 7       | Polen            | 949     |         |
| 8       | Slovenië         | 771     |         |
| 9       | Frankrijk        | 659     |         |
| 10      | Tsjechië         | 573     |         |